# Adolph Friedrich von Staffeldt
Adolph Friedrich von Staffeldt (1660 – 1735) var en dansk officer.
Han var søn af Joachim Albrecht von Staffeldt og kom til Danmark i begyndelsen af 1700-tallet. Han døde som dansk generalmajor.